# Iosipovca, Zastavna
Iosipovca (în ucraineană Йосипівка, transliterat: Iosîpivka) este un sat în raionul Zastavna din regiunea Cernăuți (Ucraina), depinzând administrativ de comuna Zvineace. Are 204 locuitori, preponderent  ucraineni (ruteni).
Satul este situat la o altitudine de 281 metri, în partea de nord-vest a raionului Zastavna.

## Istorie
Localitatea Iosipovca a făcut parte încă de la înființare din regiunea istorică Bucovina a Principatului Moldovei. După anexarea Bucovinei de către Imperiul Habsburgic în anul 1775, localitatea Iosipovca a făcut parte din Ducatul Bucovinei, guvernat de către austrieci, făcând parte din districtul Zastavna (în germană Zastawna). 
După Unirea Bucovinei cu România la 28 noiembrie 1918, satul Iosipovca a făcut parte din componența României, în Plasa Nistrului a județului Cernăuți. Pe atunci, majoritatea populației era formată din ucraineni, existând și comunități de români și de evrei. 
Ca urmare a Pactului Ribbentrop-Molotov (1939), Bucovina de Nord a fost anexată de către URSS la 28 iunie 1940, reintrând în componența României în perioada 1941-1944. Apoi, Bucovina de Nord a fost reocupată de către URSS în anul 1944 și integrată în componența RSS Ucrainene. 
Începând din anul 1991, satul Iosipovca face parte din raionul Zastavna al regiunii Cernăuți din cadrul Ucrainei independente. Conform recensământului din 1989, numărul locuitorilor care s-au declarat români plus moldoveni era de 1 (0+1), reprezentând 0,46% din populație . În prezent, satul are 204 locuitori, preponderent ucraineni.

## Demografie
Componența lingvistică a localității Iosipovca
     Ucraineană (98,53%)
     Rusă (1,47%)
Conform recensământului din 2001, majoritatea populației localității Iosipovca era vorbitoare de ucraineană (98,53%), existând în minoritate și vorbitori de rusă (1,47%).
1989: 219 (recensământ)
2007: 204 (estimare)